# مارزانو
مارزانو (به ایتالیایی: Marzano) یک کومونه در ایتالیا است که در استان پاویا واقع شده‌است. مارزانو ۹٫۲ کیلومتر مربع مساحت و ۱٬۱۲۵ نفر جمعیت دارد.